# Nierembergia rigida
Nierembergia rigida är en potatisväxtart som beskrevs av John Miers. Nierembergia rigida ingår i släktet Nierembergia och familjen potatisväxter. Inga underarter finns listade i Catalogue of Life.